# Viola Diodati
Viola Diodati (Pescara, 24 ottobre 1991) è un'ex cestista italiana.
Playmaker-guardia di 172 cm, ha giocato in Serie A1 con Chieti e nel 2017-18 ha giocato con il Ponzano Veneto in B Femminile.

## Palmarès
- Campionato italiano di Serie A2: 1
CUS Chieti: 2011-12